# ISO 3166-2:BO
Die Liste der ISO-3166-2-Codes für  Bolivien enthält die Codes für die bolivianischen Departamentos.

Die Codes bestehen aus zwei Teilen, die durch einen Bindestrich voneinander getrennt sind. Der erste Teil gibt den Landescode gemäß ISO 3166-1 (für  Bolivien BO), der zweite den Code für das Departamento wieder.
Die aktuellen Codes stehen auf der Seite der ISO unter #iso:code:3166:BO zur Verfügung.

Für Bolivien bestehen diese Codes aus je einem Buchstaben aus dem spanischen Alphabet. Diese Codes kodieren auch auf den bolivianischen Kfz-Kennzeichen das Departamento.

Departamentos in Bolivien

| Departamento | Code |
| ------------ | ---- |
| Beni         | BO-B |
| Chuquisaca   | BO-H |
| Cochabamba   | BO-C |
| La Paz       | BO-L |
| Oruro        | BO-O |
| Pando        | BO-N |
| Potosí       | BO-P |
| Santa Cruz   | BO-S |
| Tarija       | BO-T |